# Jacqueline Sabiran-Molly
Jacqueline Sabiran-Molly, bijnaam Tante Jacqueline (Nederlandse Antillen, 13 november 1938), is een Surinaams voormalig televisiepresentatrice van kinderprogramma's.

## Biografie
Jacqueline Molly is een dochter van een inspecteur van de verkeerspolitie en een onderwijzeres. Ze gingen voor werk naar de Nederlandse Antillen waar zij werd geboren. Haar vader mocht om de vijf jaar naar Nederland, waardoor zij de kans kreeg om orthopedagogiek aan de kweekschool voor onderwijzers te studeren. Toen haar moeder was teruggekeerd naar Suriname en ziek was, ging Molly in 1963 naar Suriname.
Ze werd onderwijzer op de Openbare School aan het Garnizoenspad, aan de oostzijde van Paramaribo. Hier leerde ze Saban Sabiran kennen, de latere minister van Binnenlandse Zaken (1993 tot 1996). Ze trouwden en woonden dertig jaar in Commewijne. Ze kregen een zoon en dochter.
Ze vond in de jaren 1960 dat er voor kinderen weinig te zien was op de televisie en besloot een voorstel naar de STVS te sturen. De toenmalige directeur Frits Pengel vond het een goed idee en nam haar aan om het te presenteren. Het programma liep tot en met de jaren 1980 en ze groeide als Tante Jacqueline uit tot een populaire presentatrice. Haar woorden "Dag lieve nichtjes en neefjes..." worden sindsdien door een groot publiek herinnerd.
Ook na haar televisiejaren bleef ze actief voor kinderen, waaronder ook als jurylid en presentatrice van songfestivals, en als presentatrice van een kindermodeshow. In 2008 deed ze mee aan het spelprogramma Stop de tijd op de Nederlandse televisie. Ze won hier in de finale van de bekende muzikant Tonny Eyk.

## Onderscheidingen
- 1995: Ridder in de Ereorde van de Palm.[1]
- 2018: Officier in de Ereorde van de Gele Ster[1]
- 2020: Plaats op de Iconenkalender van NAKS.[7]